# Geleira Lambert

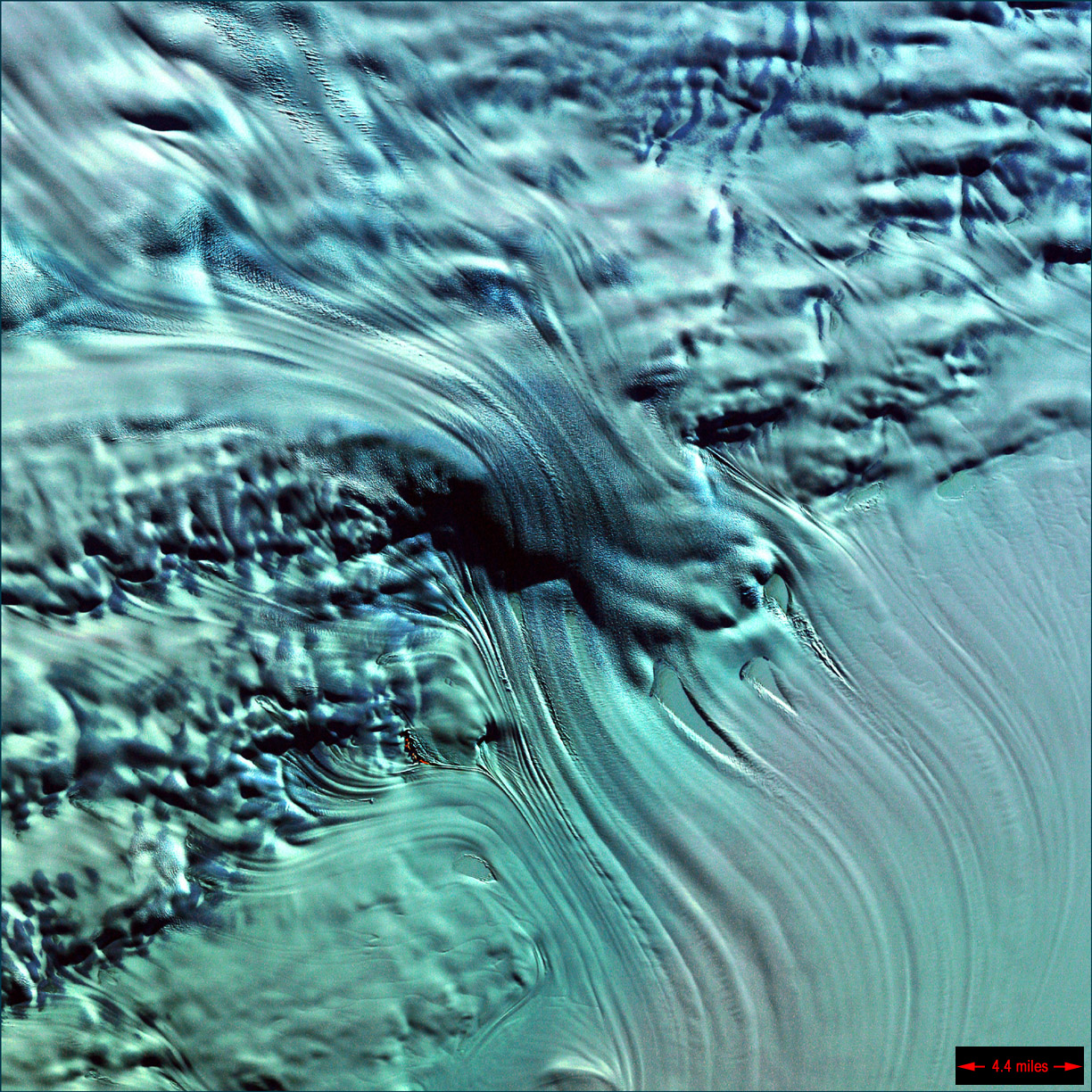
Um fluxo de gelo alimentando a Geleira Lambert.

Geleira Lambert é uma geleira localizada na Antártica Oriental. É a maior geleira do mundo, com 64 km de largura e 400 km de comprimento.